# Franz Himkelammert
Franz Josef Hinkelammert (Emsdetten,  12 de janeiro de 1931 – San José, 16 de julho de 2023)  é um teólogo e economista alemão, influente teórico da Teologia da Libertação e crítico do capitalismo, desde o ponto de vista teológico.
Como economista, Hinkelammert tinha especial interesse pelo papel da ideologia na economia. Começou a se interessar pela sociologia por meio dos textos de Max Weber e de Karl Marx, e pela teologia, por meio  dos escritos do autor marxista luterano Helmut Gollwitzer, que teve grande influência sobre ele, em seus anos de formação, na década de 1950. Posteriormente, Hinkelammert obteve o Doutorado em Economia pela Universidade Livre de Berlim.
Entre 1963 e 1973, foi professor da Universidade Católica do Chile e integrante do CEREN. Em 1963,  chegou ao Chile, convidado pela Fundação Konrad Adenauer - à época, ligada à democracia cristã, que então contava com correntes reformistas no Chile.  Lá, ministrou cursos sobre utopia, projetos de transformação, teorias do desenvolvimento, teoria da dependência e outros temas afins, na universidade e nos movimentos sociais. Nesse processo rompeu com a democracia cristã e com a Fundação Adenauer. Depois dessa ruptura, Himkelammert realizou estudos sobre sociologia econômica no  Instituto Latinoamericano de Desenvolvimento  (ILADES) e fundou, juntamente com Jacques Chonchol, o Centro de Estudios de la Realidad Nacional (CEREN) da Universidade Católica do Chile, por meio do qual colaborou com a Unidade Popular.
Após o golpe militar de 1973, voltou à Alemanha, onde atuou por três anos, como professor visitante, no Instituto Latinoamericano da Universidade Livre de Berlim. Em 1976, retornou à América Latina. Nesse mesmo ano, fundou, com  Hugo Assmann e Pablo Richard, o Departamento Ecumênico de Investigações (DEI), em Sabanilla, Costa Rica, do qual foi também  diretor e docente.
De 1978 a 1982, foi diretor do Curso de Pós-Graduação em Política Econômica da Universidade Autônoma de Honduras e professor-pesquisador do Conselho Superior Universitário Centroamericano (CSUCA).

## Relações entre a teologia e a economia
Himkelammert distingue três períodos, na história da Teologia da Libertação:
1. prevalência da opção preferencial pelos pobres, no qual há uma forte confrontação com a ortodoxia cristã;
2. repressão dos movimentos de libertação pelas ditaduras militares instaladas na América Latina, no qual há uma forte contraofensiva por parte da teologia do Império, nessa época a Teologia da Libertação passa a expressar seu clamor pela vida e a criticar a lógica sacrificial do sistema;
3. crítica ideológica da lei e do mercado total.

Fez uma análise crítica da teologia econômica de mercado, representada por autores como David Stockman, Michel Camdessus e Michael Novak, que incorporaram alguns elementos da Teologia da Libertação - como a opção preferencial pelos pobres e a esperança em um Reino de Deus encarnada, na práxis do neoliberalismo - retirando, desse modo, seu caráter libertador.
A crítica de Himkelammert da economia política neoliberal tem como base a tese de que a racionalização obtida por meio da competitividade, que gera eficiência-rentabilidade é, na verdade, irracional, pois seria irracional reduzir o conceito de eficiência ao de rentabilidade. O resultado de tal visão reducionista seria a destruição das bases naturais da vida, distorção das relações sociais, exclusão de um número crescente de pessoas do sistema econômico, isso porque as férreas leis do mercado seriam capazes de destruir a própria sociedade e seu entorno natural. A política neoliberal seria equivocada por entender que o mercado seria o elemento constituinte de todas as relações sociais e resultaria em uma política de mercado total.
Segundo Himkelammert, o mundo atual se sentiria ameaçado pela estratégia da acumulação, que seria a estratégia por trás da globalização, tão aparentemente universalizadora e tão orgulhosa da eficiência das empresas capitalistas, mas por outro lado tão excludente e ineficiente, pois excluiria setores, países, regiões e até mesmo continentes inteiros do processo produtivo.
Himkelammert elaborou uma teologia econômica alternativa à teologia neoliberal de mercado, com a proposta de uma cultura da esperança e de uma sociedade sem exclusão. A categoria fundamental desta perspectiva teológica é a vida e sua referência teológica é o "Deus da vida". Nesse a contexto o conceito de vida se refere às condições reais e históricas da existência humana: alimentação, vestuário, trabalho, moradia, assistência médica, educação, bem estar, descanso, etc., que são elementos fundamentais para a superação da pobreza. Sem a satisfação dessas necessidades não se pode falar de vida humana. A opção pela vida levaria diretamente à opção pelos pobres, e privar os seres humanos das condições básicas para a existência humana, seria uma grande ofensa a Deus. Desse modo, seria importante uma estreita união entre teologia e economia.

### Críticas à globalização
Himkelammert acreditava que seria necessário repensar criticamente a teologia no contexto da globalização, pois o atual processo de globalização seria a absolutização da "lei do mercado total", cuja lógica inexorável seria uma ameaça à própria vida. Nessa perspectiva a Teologia da Libertação deveria defender a "opção pela vida ameaçada" dos excluídos. A globalização estaria proporcionando um marco legal a um totalitarismo do mercado, com base na alegação de que "não há alternativas ao modelo", em detrimento dos direitos humanos.
Frente à alegação de que "não há alternativas ao modelo", Himkelammert sustentava que a alternativa consistiria na construção de uma "cultura de esperança" e de uma "sociedad sem exclusão" por meio da resistência ao sistema.

### "O grito do sujeito"
Em  "O grito do sujeito", Himkelammert trata do  conceito de sujeito  e busca a reconstrução da subjetividade esmagada pela estratégia da globalização. O texto contém uma reflexão sobre o Evangelho segundo João, influenciada pela interpretação que Ernst Bloch fez do cristianismo em obras como: "El principio esperanza" e "Ateísmo en el cristianismo".
Segundo Himkelammert, o ser humano  revela-se enquanto sujeito na medida em que resiste à destrutividade do sistema que o rodeia. Nessa perspectiva, a libertação não se restringe à luta pela construção de uma nova sociedade, mas exige a recuperação do ser humano enquanto sujeito legitimamente rebelde.
Himkelammert escreve:
| “ | Costuma-se dizer que as revoluções são a locomotiva da história mundial. Porém possivelmente é diferente. Talvez as revoluções sejam a ativação do freio de emergência de uma humanidade que está viajando nesse trem. | ” |

Himkelammert relaciona o "grito do sujeito" ao grito de Jesus crucificado:
| “ | O grito do sujeito é o grito de Deus. Deus está crucificado, ao ser crucificado o ser humano enquanto sujeito. | ” |

Franz morreu no dia 16 de julho de 2023, aos 92 anos.

## Obras
- "Dialéctica del desarrollo desigual". Buenos Aires, 1970.
- "Ideologías del desarrollo y dialéctica de la historia". Santiago de Chile, 1972.
- "Las armas ideológicas de la muerte". San José, 1977; 2ª ed. rev. e ampliada: San José, 1981.
- "Ideología del sometimiento" San José, 1977,
- "Crítica a la razón utópica". San José, 1984. Ed. rev. e ampliada com o título: "Crítica de la razón utópica":  Bilbao, 2002.
- "Democracia y totalitarismo". San José, 1987.
- "La fe de Abrahán y el Edipo occidental". San José, 1988.
- "La deuda externa en América  Latina". San José, 1989.
- "Lucifer y la bestia: sacrificios humanos y sociedad occidental". San José, 1991.
- "Cultura de la esperanza y sociedad sin exclusión". San José, 1995.
- "El mapa del emperador. Determinismo, caos, sujeto". San José, 1996.
- "El grito del sujeto. Del teatro-mundo del evangelio de Juan al perro-mundo de la globalización". San José, 1998. Ed. revisada: San José, 1999.
- "El huracán de la globalización" (organizador).  San José, 1999.
- "Coordinación social del trabajo, mercado y reproducción de la vida humana. Preludio a una teoría crítica de la racionalidad reproductiva" (com Henry M. Mora). San José, 2001.
- "La vida o el capital. Alternativas a la dictadura global de la propiedad" (com Ulrich Duchrow). San José, 2003.
- "El asalto al poder mundial y la violencia sagrada del imperio". San José, 2003. Ed. reduzida e revisada: "La violencia sagrada del imperio: el asalto al poder". Bogotá, 2003.
- "El sujeto y la ley. El retorno del sujeto reprimido", EUNA, San José (Costa Rica), 2003.
- "Hacia una crítica de la razón mítica. El laberinto de la modernidad" . México, 2008.[4]